# ミュールハウゼン (クライヒガウ)
ミュールハウゼン (ドイツ語: Mühlhausen、アレマン語: Milhüse) は、ドイツ連邦共和国バーデン＝ヴュルテンベルク州のカールスルーエ行政管区ライン＝ネッカー郡に属す町村（以下、本項では便宜上「町」と記述する）。

## 地理

### 位置
ミュールハウゼンはライン＝ネッカー大都市圏に含まれる。クライヒガウ丘陵地の標高125mから250mに位置し、ハイデルベルクから南に20kmほどの距離にある。ミュールハウゼンを貫いてヴァルトアンゲルバッハ川が流れ、タイルンベヒレ川がこれに注ぐ。

### 隣接する市町村
この町は、北をディールハイム、東をジンスハイム、南東をアンゲルバッハタール、南をカールスルーエ郡のエストリンゲンとバート・シェーンボルン、西をマルシュ、北西をラウエンベルクと境を接している。

### 町の構成
この町は3つの地区からなる。一つは町名になっている首邑のミュールハウゼン、あと二つは、首邑の南西に位置するレッティヒハイム地区と北東に位置するタイルンバッハである。
住民構成のうち北部地域は上部フランケン語（上部フランク方言）のうち南フランケン語を言語とするフランケン人、南部地域は低地アレマン語（アレマン語）を言語とするアレマン人が定住している。

## 歴史
ミュールハウゼンは783年のロルシュ文書に Mulinhusaとして初めて記録されている。領主は何度も替わったが、モースバッハ修道院、ヴォルムス司教区、そして1272年以降のシュパイアー司教区がその主なものである。
レッティヒハイムは、788年のやはりロルシュ文書に Radinchheimとして初めて記録されており、その後オーデンハイム修道院領となった。1338年にシュパイアー司教区がこの村の代官職と土地所有権を獲得した。さらに1546年にはこの村に関するすべての領主権を掌握した。
タイルンバッハは1300年頃に最初の記録があり、この頃にはすでにシュパイアー司教本部領であった。宗教改革の頃にはこの村はヒルシュホルン家の所領となっており（従ってオーデンヴァルト騎士カントンに属した）、プロテスタントに改宗された。何度も領主が入れ替わった後、1735年にユーバーブリュック・ツゥ・ローデンシュタイン男爵がこの村を獲得した。
1803年にミュールハウゼンとレッティヒハイムはバーデン領となり、1805年にはタイルンバッハもこれに続いた。

ミュールハウゼンの人口推移

### 宗教
長い間シュパイアー司教領であったミュールハウゼンとレッティヒハイムでは、カトリックが優勢である。宗教別人口分布はほとんど変化せず、1965年代の調査でも人口の90%以上がカトリックの信者であった。
タイルンバッハには19世紀有力なユダヤ人組織があり、村にシナゴーグが造られていた。最盛期の1825年には村の人口の1/3がユダヤ人であった。その後ユダヤ人の流出が続き、その組織は消失した。1905年にはタイルンバッハの人口の99%がプロテスタントであった。第二次世界大戦後に、旧ドイツ領の東プロイセンやシレジア、チェコ領であったズデーテン地方などからの追放者を受け容れた結果、カトリック住民の比率は1961年には16%にまで増加した。

### 町村合併
バーデン＝ヴュルテンベルク州の市町村再編の時代、1972年1月1日にレッティヒハイムが、1975年1月1日にタイルンバッハが、ミュールハウゼンと合併した。

## 行政

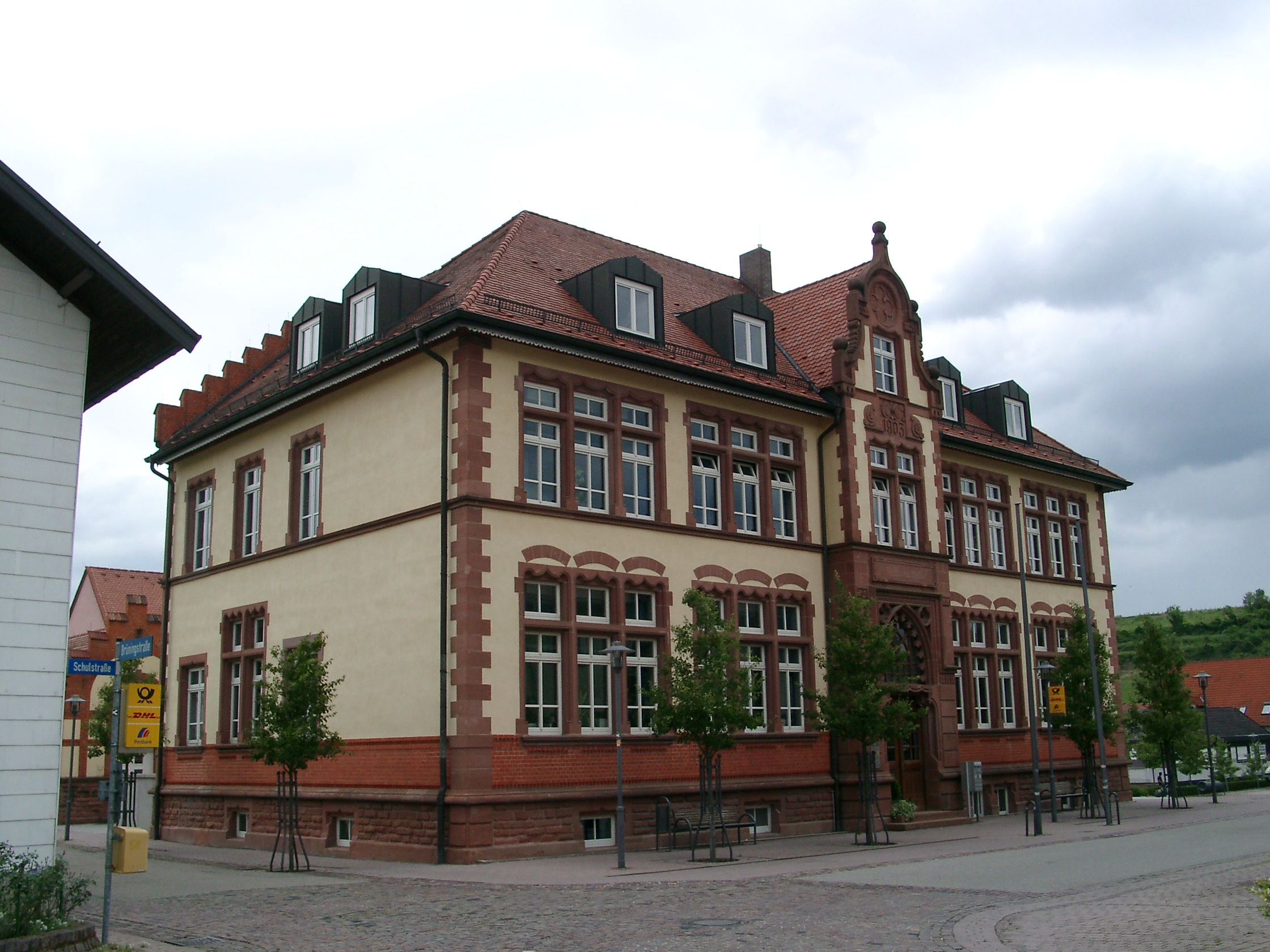
ミュールハウゼンの町役場

### 議会
ミュールハウゼンの議会は、議長の他に20人の議員からなる。議員は5年ごとの直接選挙で選出される。
タイルンバッハ地区には、地区議会が存在する。

### 首長
2012年1月以降イェンス・シュパンベルガーがミュールハウゼンの首長を務めている。

### 紋章
図柄: 上下に分割の上、下部はさらに左右に分割。上部は銀地に、4本スポークで8枚の羽が付いた黒い水車。下部の向かって左側は、青地に、2枚の銀の葉が付いた銀のブドウの房。下部の向かって右側は金地に緑のクローバーの葉。
1972年および1975年の町村合併以後、ミュールハウゼンはそれまでの紋章（水車）を変更した。紋章を3つに分割してレッティヒハイムのクローバーの葉の紋章と、タイルンバッハのブドウの房の紋章を元の紋章に要素として加えたものである。この紋章は黒 - 白の旗ともに申請され、1997年にライン＝ネッカー郡当局の認可を得た。

各地区の旧紋章
ミュールハウゼン
レッティヒハイム
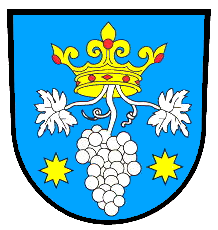
タイルンバッハ

### 友好都市
- Saint-Étienne-de-Montluc（フランス、ブルターニュ地方）1991年

## 文化と見所

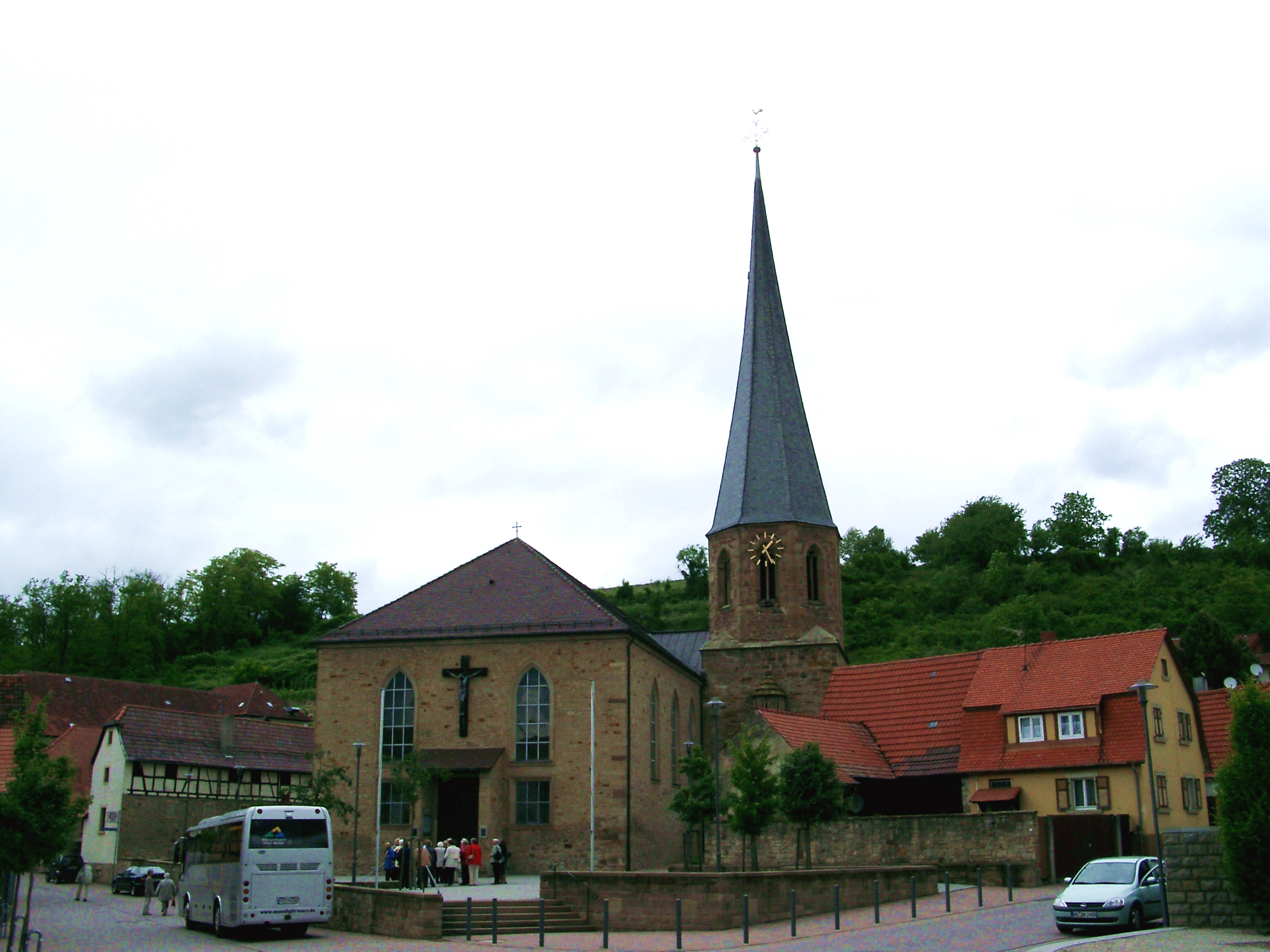
ミュールハウゼンのカトリック教会

ミュールハウゼンのカトリック教会聖チェリーリア教会の塔は14世紀の建物に由来する、八角形の鐘突室と尖塔を持つネオゴシック様式の建築である。平たい身廊は1805年の建造である。1881年の内陣は、1952年の拡張時に近代様式のアプスを有する翼廊が増築された。
レッティヒハイムのカトリック教会聖ニコラウス教会は、1834年に後期古典主義様式で建設された。1956年に拡張されている。
タイルンバッハ城は1736年に建造された。この建物は1905年から1975年までタイルンバッハの役場として使われていた。

## 経済と社会資本

### 経済
現在のミュールハウゼンを構成する3つの村は何世紀にもわたって農業中心の経済であり、重要なブドウ生産地であった。19世紀から20世紀に、最初はタバコ工場による工業都市へ、次いで通勤者のための住宅地へと変貌していった。ヴィースロッホ、ヴァルドルフ、エストリンゲン、ハイデルベルク、マンハイムへと通じる交通の便がよいことから、シュパイアー - ヴィースロッホ - ジンスハイムという地域的な発展軸が形成されている。

### 交通
ミュールハウゼンは、6kmの距離にあるアウトバーンA6号線のヴィースロッホ/ラウエンベルク・インターチェンジから広域交通網に繋がっている。この他に連邦道B39号線が町内を走っている。
周辺市町村にはバス路線がある。ミュールハウゼンはライン＝ネッカー交通連盟のサービス提供地域に属す。
かつてはヴィースロッホ＝ヴァルドルフからメッケスハイムへのローカル鉄道があった。1901年5月14日に開通したこの路線は、同年の10月16日には早くも、この路線から分岐し、ラウエンベルク、ローテンベルク、タイルンバッハ、ミュールハウゼン、アイヒタースハイム、ミヒェルフェルトを経由してヴァルトアンゲルロッホ（ジンスハイム市内）方面への支線が設けられた。しかし、この路線は1980年に旅客運行が、1990年には貨物運行も廃止された。

### 公共機関
- 老人ホーム・養護ホーム

## 人物

### 出身者
- ハンス・ベンダー（1919年 - ）作家、編集者

## 引用
1. ↑  Statistisches Landesamt Baden-Württemberg – Bevölkerung nach Nationalität und Geschlecht am 31. Dezember 2023 (CSV-Datei)
2. ↑  Alemannia Judaica
3. ↑  Herwig John, Gabriele Wüst: Wappenbuch Rhein-Neckar-Kreis. Ubstadt-Weiher 1996, ISBN 3-929366-27-4, S. 82